# Inara George
Inara George (født 4. juli 1974) er en singer/songwriter fra USA.

## Diskografi

### Solo
- 2005: All Rise (Everloving)
- 2008: An Invitation (with Van Dyke Parks) (Everloving)
- 2009: Accidental Experimental(Everloving)
- 2018: Dearest Everybody

### med The Bird and the Bee
- 2006: Again and Again and Again and Again
- 2007: The Bird and the Bee
- 2007: Please Clap Your Hands
- 2008: One Too Many Hearts
- 2009: Ray Guns Are Not Just the Future
- 2010: Interpreting the Masters Volume 1: A Tribute to Daryl Hall and John Oates
- 2015: Recreational Love
- 2019: Interpreting the Masters, Volume 2: A Tribute to Van Halen

### med The Living Sisters
- 2010: Love To Live
- 2013: Run for Cover
- 2014: Harmony is Real: Songs for a Happy Holiday

### med Lode
- 1996: Legs & Arms

### med Merrick
- 2001: Merrick
- 2001: Drive Around a Lot Hard and Fast Driving Club

### Soundtrack
- 1999: The Minus Man (Music from the Shooting Gallery Motion Picture)
- 2012: Harem (Songs from the Movie That's What She Said)

### Andre optrædener
- 1997: Trouble from the 'Rock and Roll Doctor' tribute to Lowell George
- 2002: I'll Watch Your Life to See – Wendel
- 2005: Warnings/Promises – Idlewild
- 2005: Just Before Dark – Mike Viola
- 2006: Immune to Gravity – MOTH
- 2007: Make Another World – Idlewild
- 2008: Join the Band – Little Feat
- 2009: Dark Touches – Har Mar Superstar
- 2009: I Told You I Was Freaky – Flight of the Conchords
- 2009: "He Needs Me" – Documentary "All You Need Is Klaus", "Voorman & Friends – A Sideman's Journey"
- 2011: Penny Loafers from Daedelus album Bespoke
- 2012: Love is a Four Letter Word – Jason Mraz
- 2017: Concrete and Gold – Foo Fighters
- 2017: Future Friends – Superfruit
- 2018: How High (single) – Kneebody
- 2020: I’ll Be Your Sunny Day on The Tango Bar – Greg Copeland